# 有田市
有田市（日语：／ Arida shi */?）是位於日本和歌山縣北部臨海的城市。轄區即位於有田川出海口的沖積平原，在有田川北岸的沿海區域有JXTG能源的和歌山製油所，特產有有田蜜柑。

## 人口
| 有田市人口分布圖 |                                               |  |
| 有田市與日本全國年齡別人口分布比較圖 （2005年資料） | 有田市的年齡、男女別人口分布圖 （2005年資料） |  |
| ■紫色是有田市 ■綠色是全国 | ■藍色是男性 ■紅色是女性                       |  |
| 有田市人口變化 \| 1970年 \| 34,257人 \| \| \| 1975年 \| 34,865人 \| \| \| 1980年 \| 35,683人 \| \| \| 1985年 \| 35,401人 \| \| \| 1990年 \| 34,810人 \| \| \| 1995年 \| 34,283人 \| \| \| 2000年 \| 33,661人 \| \| \| 2005年 \| 32,143人 \| \| \| 2010年 \| 30,592人 \| \| \| 2015年 \| 28,470人 \| \| \| 2020年 \| 26,538人 \| \| |                                               |  |
| 資料來源：日本總務省統計中心提供之人口普查數據 |                                               |  |
| 1970年 | 34,257人                                      |  |
| 1975年 | 34,865人                                      |  |
| 1980年 | 35,683人                                      |  |
| 1985年 | 35,401人                                      |  |
| 1990年 | 34,810人                                      |  |
| 1995年 | 34,283人                                      |  |
| 2000年 | 33,661人                                      |  |
| 2005年 | 32,143人                                      |  |
| 2010年 | 30,592人                                      |  |
| 2015年 | 28,470人                                      |  |
| 2020年 | 26,538人                                      |  |

## 歷史
在17世紀江戶時代初期，有田曾是日本最早大量栽種自中國引進的蜜柑的地方。
1889年日本實施町村制時，現在的有田市轄區分屬位於現在有田市最西側臨海的宮崎村、位於西北部的椒村、位於中部的保田村、位於東部有田川北岸的宮原村、位於東部有田川南岸的糸我村，共五個行政區劃。其中除了椒村的四個行政區劃在1954年合併為有田町，再於1956年升格為有田市；而椒村先在1956年升格並更名為初島町，後來在1956年併入有田市。

### 變遷表
| 1889年4月1日 | 1889年 - 1912年                  | 1912年 - 1944年                  | 1945年 - 1954年                 | 1955年 - 1989年           | 1989年 - 現在 | 現在   |
| ------------ | -------------------------------- | -------------------------------- | ------------------------------- | ------------------------- | ------------- | ------ |
| 保田村       | 保田村                           | 保田村                           | 1954年9月19日 合併為有田町      | 1956年5月1日 改制為有田市 | 有田市        | 有田市 |
| 宮原村       |                                  |                                  | 1954年9月19日 合併為有田町      | 1956年5月1日 改制為有田市 | 有田市        | 有田市 |
| 糸我村       |                                  |                                  | 1954年9月19日 合併為有田町      | 1956年5月1日 改制為有田市 | 有田市        | 有田市 |
| 宮崎村       | 1901年3月16日 改制並改名為箕島町 | 1901年3月16日 改制並改名為箕島町 | 1954年9月19日 合併為有田町      | 1956年5月1日 改制為有田市 | 有田市        | 有田市 |
| 椒村         | 椒村                             | 椒村                             | 1953年1月1日 改制並改名為初島町 | 1962年8月1日 併入有田市   | 有田市        | 有田市 |

## 交通

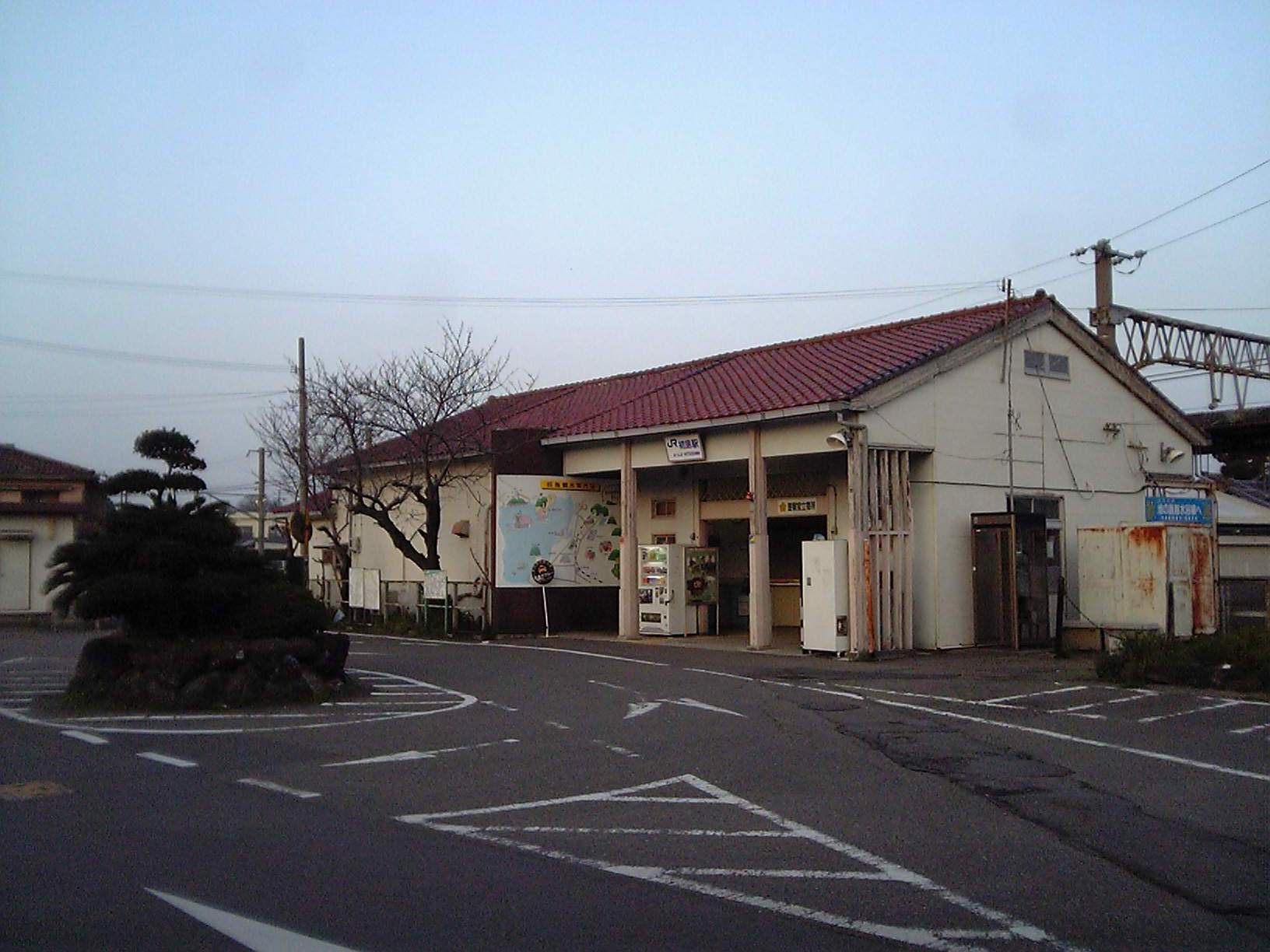
初島車站

有田市的主要鐵路車站是西日本旅客鐵道紀勢本線的箕島車站，紀勢本線自北側的海南市沿海進入轄內至有田川後，轉往東沿著有田川北岸一路穿過主要市區，在進入有田川町。
在紀勢本線上雖然有個名為「有田」的紀伊有田車站，但並非位於有田市內，而是位於鐵路路程120公里外的串本町。
轄內的主要道路則是國道42號和國道480號，分別沿著有田川的南北兩岸穿過主要市區。

### 鐵路
- 西日本旅客鐵道
  - 紀勢本線：（←有田川町） - 紀伊宮原車站 - 箕島車站 - 初島車站 - （海南市→）

## 觀光資源

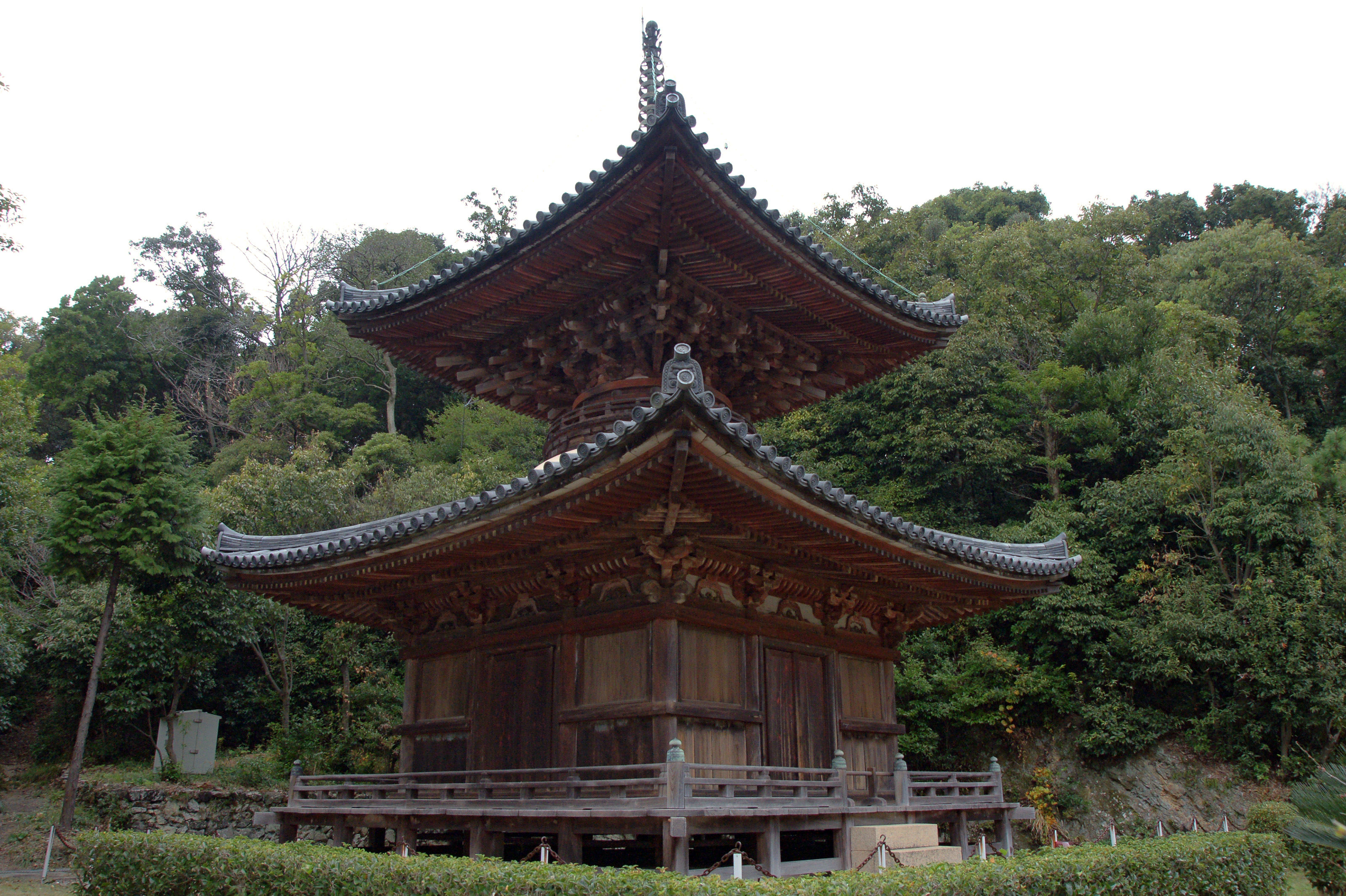
淨妙寺多寶塔

位於市區南側的淨妙寺為建於9世紀初的寺廟，本尊為藥師如來；1585年受到豐臣秀吉的戰火波及，包含現在殘存在山裡的藥師堂（現在本堂）和多寶塔等建築全部被燒毀，此後直到1647年由紀州藩的初代藩主德川賴宣的支持才獲得重建，目前包括本堂、多寶塔、木造藥師如來和兩脇侍像都被列國家重要文化財產。

## 外部連結
- （日語） 有田部落格 （页面存档备份，存于）
- （日語） 有田部落格的Facebook專頁
- （日語） 有田的觀光情報
- （日語） 有田市觀光協會 （页面存档备份，存于）
- （英文） Amazing Arida （页面存档备份，存于）
- （日語） Amazing ARIDA的Facebook專頁
- （日語） YouTube上的Amazing ARIDA頻道
- OpenStreetMap上有關有田市的地理